# Культура чести южной части США
Культура чести — традиционная социокультурная модель, характерная для южных регионов США, представляющая собой систему общественных норм и ценностей, центральным элементом которой является защита личной чести и достоинства, в том числе посредством применения насилия. Концепция была разработана социологами Ричардом Нисбеттом и Довом Коэном в работе «Культура чести».

## Предпосылки возникновения
Культура чести в разное время существовала в различных странах, и в некоторых из них была частью законодательства. Некоторые социологи предполагают, что на территории США Культура чести возникла в южных районах страны, где поселились первые европейские мигранты. В отличие от поселенцев, занимающихся, преимущественно, земледелием (в основном, с малонаселенных Юго-востока Англии и Восточной Англии), которые заселили территории Новой Англии, южная часть Соединенных штатов была заселена скотоводами из Шотландии, Северной Ирландии, Северной Англии и Уэст-Кантри. Скот, в отличие от зерновых, подвержен риску угона, поэтому репутация воинов, которые могли устроить безжалостную расправу над ворами, служила скотоводам защитой от краж.
Другой теорией зарождения культуры чести является предположение, что она сильнее выражена не на холмистой части страны, а на южных равнинах. Сторонники данной теории заявляют, что бедность или религия — которые являются отличительным свойством американского юга со времен Второго Великого пробуждения 19-го века — могут быть более значимым источником этого культурного феномена.
Остальные теории указывают на то, что культура чести, возможно, возникла в районе заселения членов аристократических британских семей.

## Гендерные роли
Культура чести Юга также включает в себя представление о том, что дамы не должны подвергаться оскорблениям со стороны джентльменов. От джентльменов-южан также ожидается рыцарское отношение к женщинам, как в словах, так и в поступках.[требуетсяпроверка]
Хотя качества "культуры чести" обычно ассоциировались с мужчинами на юге Соединенных Штатов, женщины в этом регионе также были вовлечены и даже проявляли некоторые из тех же качеств. В "Культуре чести" утверждается, что женщины играют определенную роль в культуре, как "благодаря своей роли в процессе социализации, так и активному участию". Передавая эти идеи своим детям, они принимают участие в социальном воспитании.

## Роль женщин
Среди принципов южной культуры чести также существует убеждение, согласно которому мужчинам нельзя оскорблять женщин; напротив, от южных «джентльменов» ожидается рыцарское взаимодействие по отношению к «леди».
Несмотря на то, что качества культуры чести, как правило, ассоциируются с мужчинами южных регионов США, на женщин этого региона она также повлияла, привив им некоторые из этих качеств. В «Культуре чести» Нисбетта и Коэна указывается, что женщины делают вклад в культуру посредством своей роли в процессе социализации и активном участии в нём. Передавая эти идеи своим детям, они принимают участие в процессе социальной обусловленности.

## Разработка теории
Исследования демонстрируют, что мужчины в культурах чести воспринимают межличностные угрозы с большей готовностью, нежели мужчины других культур. Прежде всего, насилие и конкуренция наиболее выражены у молодых малообеспеченных людей. Было обнаружено, что в странах культуры чести учащиеся старших школ были более подвержены ношению оружия в школе. Согласно труду Линдси Остерман и Райана Брауна «Культура чести и жестокости против себя», «личности (в особенности, представители белой расы), живущие в штатах культуры чести, находятся в зоне повышенного риска совершения суицида».
Профессор истории Брандейского университета Девид Хэкетт Фишер предложил доказательство того, что стремление к жестокости развилось на генном уровне (учитывая высокие уровни тестостерона в крови) в своём труде «Albion’s Seed», в частности, в главе под названием «Borderlands to the Backcountry: The Flight from Middle Britain and Northern Ireland, 1717—1775». Согласно его предположению, предрасположенность жителей Юга к жестокости является наследственной чертой, которая развивалась в течение поколений, живших на территории северной Англии, шотландских границ и региона рядом с ирландской границей. Однако культуры чести были и сейчас являются широко распространенными в Африке и множестве других регионов. 
Рэндольф Рот в своем труде «Американское убийство» указывает, что идея культуры чести чересчур упрощена. Он утверждает, что жестокость, которую проявляют жители южных регионов, зачастую, является результатом социальных противоречий. Согласно его гипотезе, когда люди ощущают невозможность своего успеха или отсутствие доступа к средствам его достижения, они сильнее подвержены проявлению насильственных действий. Его основным аргументом является то, что южане находились в состоянии тревоги, возможно, из-за вытеснения бедного белого населения богатыми, лишения основных прав свободного и освобожденного от рабства темнокожего населения и угроза власти богатых и политически влиятельных белых со стороны политических фигур Севера, которые продвигали федеральный контроль на южную территорию, в частности, посредством отмены рабства. Он также заявляет, что проблемы касательно чести просто вызвали уже существующие проявления враждебности, и что люди выражали свое разочарование насилием, часто из-за вопросов о чести. Он приводит исторические факты о жестокости по всей территории США и Европы для того, чтобы продемонстрировать то, что насилие, как правило, сопутствует восприятию политической слабости и невозможности продвинуться по социальной лестнице. Рот также показывает, что, несмотря на то, что Юг был одержим идеей чести в середине 18 века, там не наблюдалось частых проявлений насилия. За исключением незарегистрированных преступлений против некоторых групп, низкое число убийств может просто объясняться «джентльменским самообладанием» в то время, когда общественный порядок строго соблюдался и был стабилен, что изменилось к 19 веку. 
Законы некоторых штатов по-прежнему отражают культуру чести: на северных территориях США, как правило, требуется выход из конфликта без применения смертоносного оружия, что рассматривается в большинстве южных штатов как проявление трусости, не соответствующее поведению «настоящего мужчины». 
Однако, говоря о насилии на территории южных штатов, согласно исследованиям Нисбетта, следует отметить, что речь идет об убийствах, совершаемых на почве разногласий и необходимости проявлять ответную агрессию в целях сохранения репутации. То есть, согласно гипотезе Нисбетта, жители Юга не являются более склонными к насилию в целом, а к той агрессии, которая является продолжением спора.

## Социальный эксперимент
В своей книге «Пойми других, чтобы понять себя» Р. Чалдини, Д. Кенрика и С. Нейберга описывается социальный эксперимент Нисбетта, Коэна и Баудля, в котором проверялась способность к проявлению агрессии по региональному признаку. «Согласно сценарию, испытуемому приходилось протискиваться между стеллажами и студентом, который работал с картотекой, вынуждая того подвинуться. После этого испытуемый должен был вернуться, минуя то же самое узкое пространство, и в этот момент разозленный студент резко захлопывал ящик с картотекой, отталкивал испытуемого плечом, обзывал его „кретином“ и после этого быстро скрывался, запирая за собой дверь. Последнее оказалось хорошей идеей, так как один из испытуемых действительно погнался за помощником экспериментатора и начал агрессивно дергать ручку двери. Поблизости находились ещё исследователи, регистрирующие реакцию испытуемого на оскорбление. В ответ на подобную провокацию 65 % северян реагировали скорее изумлением, чем гневом. Однако такое поведение демонстрировали только 15 % южан, остальные же, потеряв чувство юмора, приходили в ярость».

## Война
Исследование Аллана Дефо и Девина Кои 2016 года показывает, что культура чести способствует повышению риска возникновения войны. Согласно его результатам, «конфликты, которые происходят внутри страны во время нахождения на посту президента-выходца из южных штатов в два раза чаще включают в себя использование вооруженных сил, длятся, в среднем, в два раза дольше и в три раза чаще заканчиваются победой для США в сравнении с конфликтами, которые происходят во время президентства выходца из северных, западных и восточных штатов».